# (1591) Baize
(1591) Baize es un asteroide perteneciente al cinturón de asteroides descubierto el 31 de mayo de 1951 por Sylvain Julien Victor Arend desde el Real Observatorio de Bélgica, Uccle.

## Designación y nombre
Baize fue designado al principio como 1951 KA.
Posteriormente, se nombró en honor del médico y astrónomo aficionado francés Paul Baize (1901-1995).

## Características orbitales
Baize está situado a una distancia media de 2,392 ua del Sol, pudiendo acercarse hasta 1,971 ua. Tiene una excentricidad de 0,176 y una inclinación orbital de 24,82°. Emplea en completar una órbita alrededor del Sol 1351 días.